# Katō, Hyōgo
Katō (japanska: 加東市 ?, Katō-shi) är en stad i Hyōgo prefektur i Japan. Staden fick stadsrättigheter 2006.